# Dacha

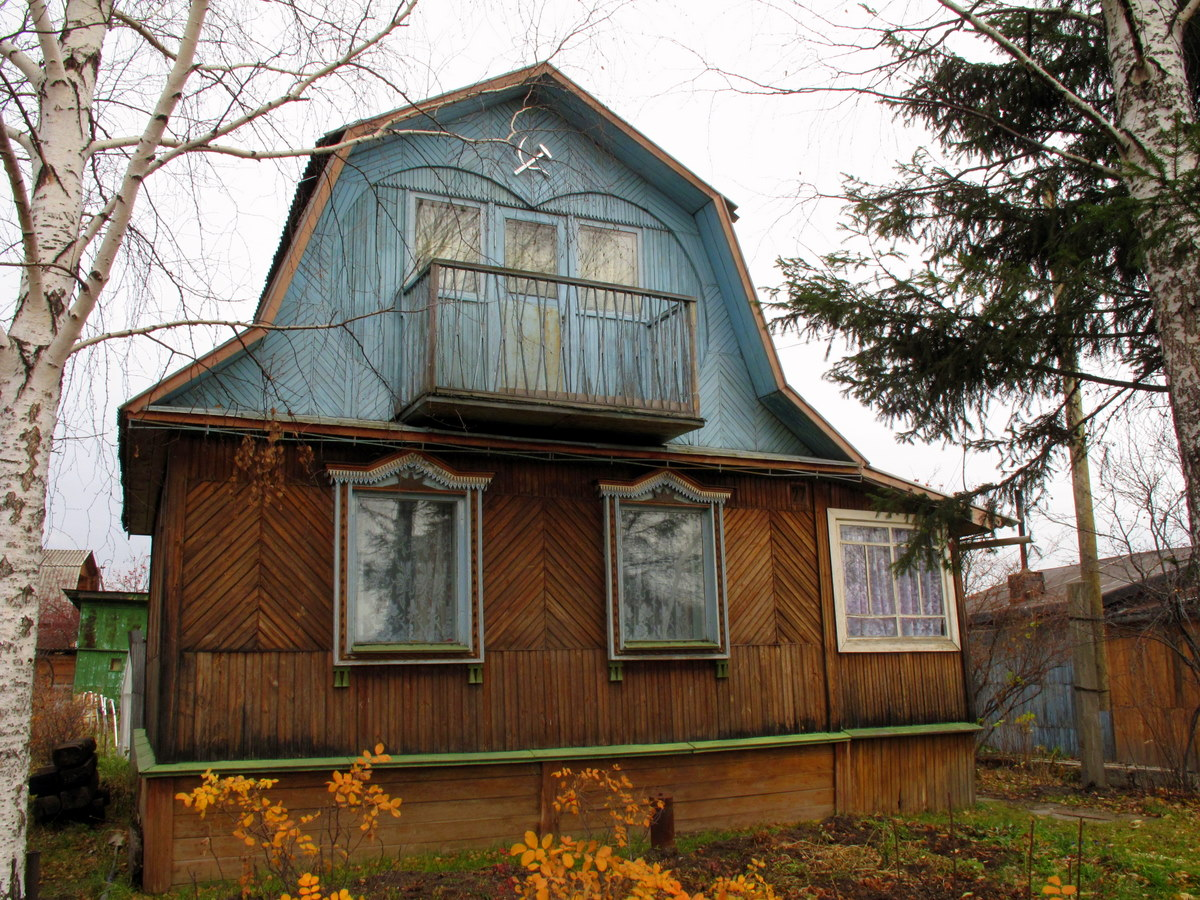
Một nhà Dacha cổ điển thời Liên Xô

Dacha (tiếng Nga: дача) là loại nhà nghỉ tùy mùa tại Đông Âu và Trung Á.

## Lịch sử
Dacha ban đầu chỉ có nghĩa là nhà nghỉ tránh nóng mùa hè, xuất hiện trong thượng lưu Nga thế kỷ XVII, nhưng từ sau Đệ nhị Thế chiến đã trở thành nhu cầu thiết yếu của mọi người Đông Âu, đặc biệt là Nga và Phần Lan. Theo khảo sát ITAR-TASS tháng Giêng năm 2018, trung bình cứ 3 dacha trên 1 đầu người tại Nga, bao gồm căn thường xuyên dụng và những căn đã bị bỏ hoang hoặc chuyển đổi mục đích. Nó thường là một căn nhà nhỏ 3 gian được lợp bằng gỗ sồi hoặc thông, có đủ bếp, sân, vườn với mặt bằng tối thiểu 60 m2. Nhưng trong thực tế, tiện nghi có thể vượt gấp tư tùy nhu cầu và khả năng tài chánh của chủ nhân.

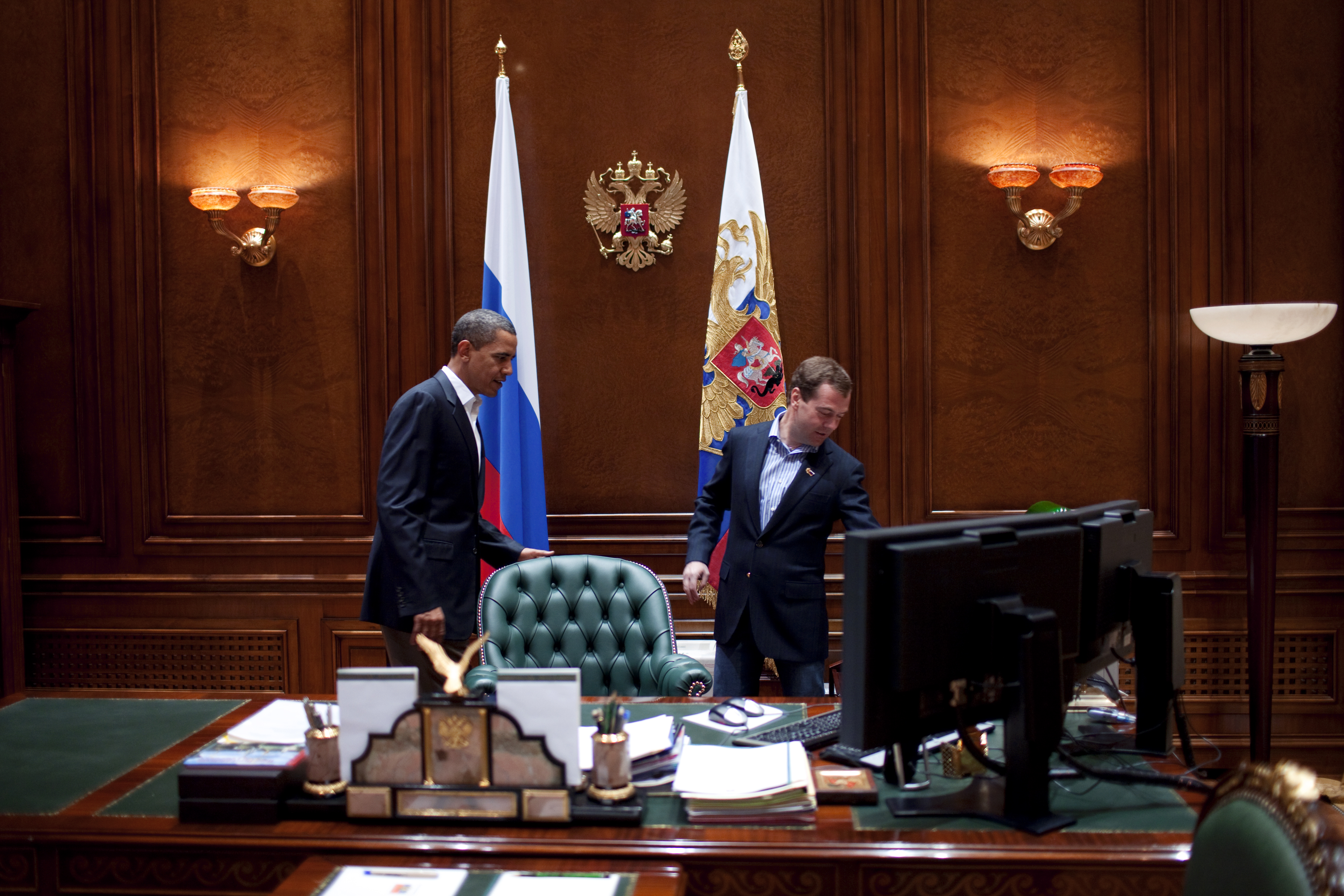
Tổng thống Mỹ Barack Obama và Tổng thống Nga Dmitry Medvedev tại văn phòng trong dacha của Medevedev ngoại vi Moscow, 2009

Chủ dacha thường là thị dân, chỉ về nghỉ tại dacha trong những dịp ngắn hạn, mà đa số là mùa hè và mùa thu. Vì thế, vấn đề an ninh luôn nóng bỏng trong văn hóa dacha, khi nó trở thành chốn cư ngụ của nhiều thành phần xã hội phức tạp mỗi khi vắng khổ chủ. Hiện tượng này đặc biệt tăng mạnh trong thời kì Perestroika và những năm đầu Liên bang Nga mới thành lập.